# A Game of Thrones
A Game of Thrones é o primeiro livro da série de fantasia épica As Crônicas de Gelo e Fogo, escrita pelo norte-americano George R. R. Martin e publicada pela editora Bantam Spectra. Lançado originalmente em 6 de agosto de 1996, o livro venceu o Prêmio Locus de 1997 e o Prêmio Nebula de 1998, tendo sido indicado também ao World Fantasy Award de 1997. A novela Blood of the Dragon, compreendendo os capítulos de Daenerys Targaryen do romance, venceu o Prêmio Hugo de 1997 para "Melhor Novela".
O livro dá nome a vários itens derivados baseados na saga, incluindo jogos de cartas colecionáveis, jogos de tabuleiro e um Role-playing game (RPG). Uma série televisiva baseada em As Crônicas de Gelo e Fogo, intitulada Game of Thrones, estreou em 17 de abril de 2011 nos Estados Unidos. Produzida pelo canal HBO, sua primeira temporada adapta o enredo de A Game of Thrones. No Brasil, a obra foi publicada pela editora LeYa em setembro de 2010 com o título A Guerra dos Tronos. Por sua extensão, em Portugal foi dividida em dois volumes, lançados em 2007 pela editora Saída de Emergência sob os títulos A Guerra dos Tronos e A Muralha de Gelo.

## Enredo
A Guerra dos Tronos acompanha três enredos principais simultaneamente.

### No Norte
Lorde Eddard Stark é patriarca da Casa Stark, uma das grandes casas nobres dos Sete Reinos de Westeros, e o Guardião do Norte. Certo dia o Rei Robert Baratheon, amigo de infância de Eddard, viaja até Winterfell com sua família e a corte para oferecer a Eddard o cargo de Mão do Rei, o principal conselheiro e comandante militar no Reino, devido a morte da Mão anterior, Lorde Jon Arryn. Dias depois, a esposa de Eddard, Catelyn Stark, recebe uma carta de sua irmã, Lysa Arryn, dizendo que a morte de Jon Arryn foi um assassinato arquitetado pela Rainha Cersei e por sua poderosa família, os Lannister. Relutante em deixar suas obrigações e sua família, Eddard é convencido por sua esposa a aceitar o cargo para investigar a morte de Arryn. O filho do meio de Eddard, Bran Stark, acidentalmente vê a Rainha Cersei e seu irmão gêmeo, Jaime Lannister, fazendo sexo. Para proteger a relação, Jaime empurra o menino da janela. Bran inesperadamente sobrevive e eventualmente acorda do coma paralisado da cintura para baixo, sem se lembrar de como caiu.
Lorde Eddard viaja com a corte para o sul em direção a Porto Real, a capital de Westeros, levando suas filhas Sansa e Arya. A jovem de treze anos Sansa se esforça para se tornar uma dama, já que ela foi prometida ao filho mais velho do Rei Robert, Joffrey, herdeiro do trono. Catelyn impede uma tentativa de assassinato contra Bran, ainda em coma, confirmando que sua queda não foi um acidente. Ela viaja secretamente para Porto Real para avisar seu marido e para lhe mostrar a distinta adaga usada pelo assassino. Uma vez lá, seu admirador de infância, Petyr Baelish, conhecido como Mindinho, identifica a adaga como pertencendo ao irmão da Rainha Cersei, Tyrion Lannister, conhecido como "O Duende" devido ao seu nanismo. No caminho de casa ela encontra Tyrion em uma estalagem e ordena que ele seja preso e levado ao Ninho da Águia, onde sua irmã Lysa o põe sob julgamento e está ansiosa para matá-lo. Tyrion exige um julgamento por combate e ganha sua liberdade quando seu improvável campeão, o mercenário Bronn, vence o duelo.
Em Porto Real, Eddard está focado em dever e justiça, e imediatamente começa a investigar a morte da Mão anterior. O Rei Robert está apenas interessado em bebidas e distrações, e realiza um torneio em honra de sua nova Mão. As pesquisas e investigações de Eddard o levam para o segredo que levou Jon Arryn a ser morto: os três filhos de Robert e Cersei foram gerados por Jaime Lannister. Eddard misericordiosamente oferece a Cersei a chance de fugir, porém ela recusa. Antes de poder ser informado, o Rei Robert é ferido fatalmente ao caçar um javali, no que parece ser um acidente exacerbado pela bebida. O Rei Robert, moribundo no seu leito, pede para Eddard Stark escrever seu testamento, dando a ele o direito de ser o rei regente até seu primogênito Joffrey - que Eddard altera no documento para "o verdadeiro herdeiro" - ter idade para governar. O irmão mais novo de Robert, Renly, propõe a Eddard a junção de seus respectivos exércitos a fim de prender Cersei e seus filhos e tomar o controle do Trono de Ferro antes que os Lannister possam agir. Eddard recusa a proposta dizendo que isso seria desonroso. Ele recruta Mindinho para ter os guardas da cidade ao seu lado, e mostra para Cersei a carta que Robert ditou para ele, porém Mindinho trai Eddard subornando o capitão da guarda em prol de Cersei, que aprisiona Eddard, acusando-o de farsa e traição. Os guardas Lannister matam toda a comitiva de Eddard. Sansa é feita prisioneira, porém Arya consegue escapar do castelo com a ajuda de seu instrutor de esgrima.
Joffrey é coroado Rei e executa Eddard. Sansa é obrigada a assistir a decapitação de seu pai e Arya, secretamente, testemunha tudo da multidão. Antes dela poder agir precipitadamente, é levada para fora da cidade por Yoren, um membro da Patrulha da Noite. Uma guerra civil, posteriormente chamada de a Guerra dos Cinco Reis, irrompe. Lorde Tywin Lannister leva a guerra às casas Stark e Tully e aos seus vassalos. Robb Stark, filho mais velho de Eddard, lidera um exército de nortenhos para as Terras do Rio para ajudar seu avô materno, Lorde Hoster Tully, e para também buscar vingança pela morte do pai. Jaime Lannister lidera um cerco a Correrrio, enquanto Lorde Tywin lidera um grande exército ao sul do Rio Tridente para impedir que Robb avance para Porto Real. Em uma manobra ousada, Robb secretamente envia sua cavalaria para Correrrio, enquanto parte de sua infantaria vai em direção a Lorde Tywin. Tywin, com a ajuda do recém libertado Tyrion, derrota os homens de Robb Stark, porém descobre tarde demais que eles eram apenas um chamariz. Com a manobra, as forças de Robb Stark surpreendem e destroem as tropas dos Lannister, acampadas ao redor de Correrrio, capturando Jaime no processo. Renly Baratheon proclama a ilegitimidade de Joffrey e se declara Rei de Westeros, se tornando o segundo dos cinco reis da guerra. Robb Stark se torna o terceiro quando seus vassalos o proclamam Rei do Norte.

### Na Muralha
A fronteira do norte dos Sete Reinos é fortificada pela Muralha, uma antiga barreira de gelo de mais de 210 metros de altura e 480 km de extensão,  ocupada atualmente pela Patrulha da Noite, uma antiga irmandade militar. Nas "terras sem lei" ao norte da Muralha, um pequeno grupo da Patrulha da Noite encontra os lendários Caminhantes Brancos das antigas lendas, culminando em suas mortes com a exceção de um. Tomado pela loucura, o sobrevivente foge para o sul da Muralha, onde é capturado e executado em Winterfell como desertor, pelas mãos de Eddard Stark.
Jon Snow, filho bastardo de Lorde Eddard Stark, sente, cada vez mais, algo desagradável em relação ao seu futuro na Casa Stark. Encorajado por seu tio Benjen Stark, o Primeiro Patrulheiro da Patrulha da Noite, Jon decide juntar-se à fraternidade permanentemente.
Na Muralha, Jon inicialmente sente desprezo pelos outros recrutas, a maioria formada por criminosos e bastardos, que escolheram o exílio na Muralha para não serem executados ou deixados como prisioneiros. Finalmente, depois de algum tempo, ele deixa de lado seus preconceitos, une os recrutas contra seu sádico instrutor e protege o covarde, porém de boa índole, Samwell Tarly. Jon espera que suas habilidades superiores em combate o levem ao posto de Patrulheiro, o braço armado da irmandade. Para sua decepção, ele é designado como intendente do Lorde Comandante da Patrulha, Jeor Mormont, porém percebe que esse posto o está preparando para o comando. Ele faz com que seu amigo Samwell seja feito intendente do idoso cego Mestre Aemon, um trabalho adequado diante da educação superior de Samwell e suas limitações físicas.
Benjen Stark lidera um pequeno grupo de Patrulheiros em uma ronda para além da Muralha, falhando em retornar. Quase seis meses depois, os corpos mortos de dois homens do grupo de Benjen são encontrados, com seus corpos sendo reanimados como zumbis a noite. Implacáveis contra os golpes de espadas, eles conseguem matar seis homens. Um dos zumbis é cortado em vários pedaços por uma dúzia de irmãos, enquanto Jon sozinho salva o Lorde Comandante Mormont ao destruir o segundo com fogo. Por salvar sua vida, Mormont dá de presente à Jon sua espada de aço valiriano, "Garralonga", uma relíquia de família da Casa do Lorde Comandante.
Quando as notícias da execução de seu pai chegam, Jon tenta desertar da Patrulha da Noite, um crime capital, procurando ajudar seu irmão Robb na guerra contra os Lannister. Seus amigos da irmandade o pegam e o convencem a retornar antes de sua traição ser notada.
Ao voltar, o Comandante declara saber perfeitamente bem que ele fugiu, mas demonstra seu contentamento por seu retorno, tendo então uma conversa franca com Jon, na qual faze-o perceber que os eventos misteriosos ocorrendo além da muralha são muito mais importantes que os aquém, como a guerra pelo Trono de Ferro. Por fim lhe avisa que iriam em breve marchar para além da Muralha, para descobrir o que aconteceu com Benjen Stark, e enfrentar os inimigos externos. Jon, por fim, se dá conta que agora sua família é a Patrulha da Noite.

### No Leste
Além do Mar Estreiro na Cidade Livre de Pentos, Viserys Targaryen vive em exílio com sua irmã de treze anos, Daenerys. Ele é filho, e o único herdeiro homem, do Rei Aerys II, cujo trono foi usurpado por Robert Baratheon. Viserys oferece Daenerys como esposa para Khal Drogo, líder dos guerreiros nômades dothraki, planejando usar o exército do mesmo para reconquistar o Trono de Ferro de Westeros. Entre os presentes de casamento estão três ovos petrificados de dragão, artefatos raros considerados muito valiosos porém inúteis, já que os dragões foram extintos há séculos. Um cavaleiro exilado de Westeros, Sor Jorah Mormont, junta-se a Viserys como conselheiro.
Inesperadamente, Daenerys encontra confiança e amor em seu bárbaro marido, que lhe engravida. É profetizado que seu filho virá ao mundo para unir e governar os dothraki. Drogo mostra pouco interesse em conquistar Westeros, provocando a fúria de Viserys que passa a desprezar cada vez mais sua irmã. Inicialmente, Drogo suporta o herdeiro Targaryen e o pune com humilhações públicas. Porém, quando Viserys publicamente ameaça Daenerys, Drogo o mata derramando ouro derretido em sua cabeça, simbolicamente dando a ele a "coroa" tão desejada. Daenerys assiste a morte do irmão e não demonstra tristeza pelo que ocorreu.
Um assassino buscando favor do Rei Robert, tenta, sem sucesso, envenenar Daenerys e, assim, matar seu filho ainda não nascido. Enfurecido, Drogo concorda em invadir Westeros procurando vingança. Enquanto saqueava aldeias para financiar a invasão, Drogo é ferido. A ferida infecciona, e Daenerys manda uma bruxa capturada fazer uma magia de sangue para salvá-lo, uma vez que ela havia feito o curativo no senhor dothraki. Entretanto, a traiçoeira prisioneira sacrifica o filho não nascido de Daenerys para dar poder ao feitiço, que mantém Drogo vivo em estado vegetativo. Enquanto a horda dothraki sem líder debanda, Daenerys tem pena de seu outrora orgulhoso marido e sufoca-o. Ávida por vingança, ela ordena que a bruxa seja amarrada na pira funerária de Drogo, e coloca seus três ovos de dragão junto ao marido. Daenerys acredita ser a última a possuir o sangue dos dragões correndo em suas veias, e decide entrar na fogueira que queima seu marido. Ao invés de perecer nas chamas, Daenerys emerge ilesa e com três recém-chocados dragões ao redor dela. Abismados, os poucos dothraki restantes e Sor Jorah juram lealdade a ela. Daenerys fica determinada a reunir um exército e reconquistar o Trono de Ferro.

## Personagens Principais
Cada capítulo se concentra em uma narrativa em terceira pessoa limitada a uma única personagem; O livro apresenta a perspectiva de nove personagens principais.
Adicionalmente, uma personagem menor providencia o prólogo. Os títulos dos capítulos indicam a perspectiva:
- Eddard Stark, Guardião do Norte, Lorde de Winterfell e Mão do Rei
- Catelyn Stark, esposa de Eddard Stark e filha de Hoster Tully
- Sansa Stark, filha mais velha de Eddard e Catelyn Stark
- Arya Stark, filha mais nova de Eddard e Catelyn Stark
- Robb Stark, filho mais velho de Eddard e Catelyn Stark, herdeiro
- Bran Stark, o quarto dos cinco filhos de Eddard e Catelyn Stark
- Jon Snow, filho bastardo de Eddard Stark
- Tyrion Lannister (o anão), irmão da Rainha Cersei e de Sor Jaime. É filho do Lorde Tywin Lannister
- Daenerys Targaryen, Filha da Tormenta,[9] Princesa de Pedra do Dragão e herdeira do trono Targaryen depois de seu irmão Viserys Targaryen

## Recepção
A Game of Thrones recebeu críticas muito positivas. Escrevendo para o The Washington Post, John H. Riskind comentou que "muitos fãs de espadas e feitiçarias irão gostar da extensão épica deste livro", porém achou que ele "sofre de personagens unidimensionais e imagens pouco memoráveis". Phyllis Eisenstein, do Chicago Sun-Times, escreveu apesar do livro usar muitas alegorias fantásticas genéricas, a abordagem de Martin era "tão refrescantemente humana e íntima que ela as transcende". Ela descreveu o livro como "uma absorção da combinação do mítico, o indiscriminadamente histórico e o intensamente pessoal". John Prior escrevendo para o San Diego Union-Tribune, chamou a escrita de Martin de "forte e imaginativa, com muitas intrigas e lutas dinásticas bizantinas" e o comparou aos livros da série The Wheel of Time, de Robert Jordan, "apesar de muito mais sombrios, sem nenhuma comédia ou romance para aliviar a sordidez". Steve Perry disse aos leitores do The Oregonian que o enredo era "complexo e fascinante" e que o livro era "um romance rico e cheio de cor" com "todos os elementos de um excelente romance de fantasia". Lauren K. Nathan da Associeted Press escreveu que o livro "prende o leitor desde a página um" e que ele se passava em um mundo fantástico "magnífico" que é "místico, mas ainda assim crível". George R. R. Martin acredita que a nota do escritor Robert Jordan na capa original do livro estadunidense foi influente no sentido de garantir o sucesso inicial de As Crônicas de Gelo e Fogo com os leitores de fantasia dos Estados Unidos.

## Adaptação televisiva
Uma série televisiva baseada em As Crônicas de Gelo e Fogo, intitulada Game of Thrones, estreou em 17 de abril de 2011 nos Estados Unidos. Produzida pelo canal HBO, sua primeira temporada adapta o enredo de A Game of Thrones.

## Prêmios e indicações
| Premiação           | Ano  | Categoria                             | Resultado |
| ------------------- | ---- | ------------------------------------- | --------- |
| Prêmio Locus        | 1997 | Melhor Romance (Fantasia)             | Venceu    |
| World Fantasy Award | 1997 | Melhor Romance                        | Indicado  |
| Prêmio Hugo         | 1997 | Melhor Novela por Blood of the Dragon | Venceu    |
| Prêmio Nebula       | 1997 | Melhor Romance                        | Indicado  |
| Ignotus Award       | 2003 | Melhor Romance (Estrangeiro)          | Venceu    |